# Cupa Mitropa 1933

## Echipele participante pe națiuni
| Austria      | FK Austria Viena First Vienna FC 1894         |
| Ungaria      | FC MTK Hungaria Budapesta Ujpest TE Budapesta |
| Cehoslovacia | AC Sparta Praga SK Slavia Praga               |
| Italia       | Juventus Torino AS Ambrosiana-Inter           |